# جيم موريسون
جايمس دوغلاس «جيم» موريسون (بالإنجليزية: Jim Morrison)‏, (ولد في 8 ديسيمبر 1943 توفي في 3 يوليو 1971) هو المغني الرئيسي لفرقة ذ دورز وواحد من أكثر الشخصيات المؤثرة في موسيقى الروك. اشتهر مع فرقة ذ دورز في أواخر الستينات لفترة قصيرة. غير أنه أدمن على الكحول والمخدرات، وأدى تعاطيه لجرعة زائدة من الهيروين لوفاته المبكرة في باريس سنة 1971.
عام 1991 أخرج أوليفر ستون فيلم بعنوان "The Doors" قام بأداء دور موريسون الممثل فال كيلمر.

## روابط خارجية
- جيم موريسون على موقع IMDb (الإنجليزية)
- جيم موريسون على موقع الموسوعة البريطانية (الإنجليزية)
- جيم موريسون على موقع روتن توميتوز (الإنجليزية)
- جيم موريسون على موقع ألو سيني (الفرنسية)
- جيم موريسون على موقع ميوزك برينز (الإنجليزية)
- جيم موريسون على موقع رولينغ ستون (الإنجليزية)
- جيم موريسون على موقع أول موفي (الإنجليزية)
- جيم موريسون على موقع إن إن دي بي (الإنجليزية)
- جيم موريسون على موقع أول ميوزيك (الإنجليزية)
- جيم موريسون على موقع ديسكوغز (الإنجليزية)